# Nacionalni park Comoé
Nacionalni park Comoé je nacionalni park u sjeveroistočnom dijelu Obale Bjelokosti, u pokrajini Zanzan, između gradova Kong na zapadu (kuda protječe rijeka Komoé) i Bouna na istoku, te zapadno od rijeke Crna Volta kojom Obala Bjelokosti graniči s Burkina Faso.
Nacionalni park Comoé je osnovan 8. veljače 1968. godine i ima površinu od 11.493 km², što ga čini jednim od najvećih u Africi. On je zbog bogatstva biljnog života oko gornjeg toka rijeke Komoé, koji uključuje tropsku kišnu šumu koja se obično može naći samo na jugu, upisan na UNESCO-ov popis mjesta svjetske baštine u Africi još 1983. godine. Naime, ovo područje je dolina nastala erozijom zbog djelovanja dvije velike rijeke, te je bogato plodnim tlom i vlažnom klimom koja pogoduje velikoj bioraznolikosti, mnogo većoj od susjednih područja. Anualne poplave njegovih rijeka stvaraju sezonske travnjake koji su pašnjaci velikoj populaciji Nilskih konja, dom za sve tri vrste afričkih krokodila (Nilski krokodil, Oklopljeni krokodil i Patuljasti krokodil) i privremeno boravište mnogim pticama selicama. Sveukupno, u parku se može naći oko 620 vrsta biljaka (od kojih i 36 od 38 vrsta savanskih biljaka), 135 vrsta sisavaca (uključujući 11 mesoždera i 21 vrsta parnoprstaša, te ugrožene vrste kao što su Čimpanza, Afrički divlji pas i Afrički slon), 35 vrsta vodozemaca, 60 vrsta riba i 500 vrsta ptica (kao što su Neotis denhami, Ceratogymna elata i Bycanistes cylindricus koje uživaju svjetsku zaštitu).
No, park je na popis ugroženih mjesta svjetske baštine upisan 2003. godine zbog građanskih nemira, krivolova i nedostatka djelotvornih mehanizama uprave koji nisu uspjeli spriječiti pretjeranu ispašu.

## Vanjske poveznice
- Karta i info Nacionalnog parka Comoe  Arhivirana inačica izvorne stranice od 16. srpnja 2010. (Wayback Machine) na apeswiki (engl.) Posjećeno 25. ožujka 2011.